# Grupo abeliano livre
Em álgebra abstrata, um grupo abeliano livre ou Z-módulo livre é um grupo abeliano com uma base. Em outras palavras, é um conjunto com uma operação binária associativa, comutativa e invertível, e sua base é um subconjunto de seus elementos tal que todo elemento do grupo pode ser escrito de forma única como uma combinação linear de elementos da base com coeficientes inteiros, dos quais apenas uma quantidade finita é diferente de zero. Os elementos de um grupo abeliano livre com base B também são denominados somas formais sobre B. Informalmente, somas formais também podem ser vistas como multiconjuntos com sinal com elementos em B. Grupos abelianos livres e somas formais têm aplicações em topologia algébrica, em que eles são utilizados para definir grupos de cadeias, e em geometria algébrica, em que são utilizados para definir divisores.

## Base
Seja G um grupo abeliano, e X um subconjunto de G. As duas condições abaixo são equivalentes:
- Cada elemento a ≠ 0 de G pode ser expresso, de forma única (a menos da ordem das parcelas) como uma soma a = n1 x1 + n2 x2 + ... + nr xr em que ni são inteiros não-nulos e xi são elementos distintos de X
- X gera G, e se n1 x1 + n2 x2 + ... + nr xr = 0 para ni inteiros e distintos valores de xi, elementos de X, então todos ni são zero

Nas condições acima, G é um grupo abeliano livre, e X é uma base para o grupo.

## Exemplos
- {\displaystyle \mathbb {Z} ^{r}=\mathbb {Z} \times \mathbb {Z} \ldots \mathbb {Z} \ (r\ {\mbox{vezes}})\,} é um grupo abeliano livre com base { (1, 0, ..., 0), (0, 1, ..., 0), ... (0, 0, ..., 1) }
- O grupo finito {\displaystyle \mathbb {Z} _{n}\,} não é um grupo abeliano livre, pois n x = 0 para qualquer x
- {\displaystyle (\mathbb {Q} ,+)\,} também não é um grupo abeliano livre.[1] Demonstra-se este fato pois qualquer subconjunto com dois elementos não é linearmente independente.[2]